# Ute Emmerich
Ute Emmerich (Stoccarda, 1º luglio 1961) è una produttrice cinematografica e direttrice del casting tedesca, nota per Independence Day (1996), The Day After Tomorrow - L'alba del giorno dopo (2004), Il patriota (2000), Independence Day - Rigenerazione (2016) e Moonfall (2022).
Insieme con il fratello Roland Emmerich è socia della società di produzione Centropolis Entertainment.